# إيري (بنسلفانيا)
إيري هي مدينة في ولاية بنسيلفانيا في الولايات المتحدة الأمريكية.

## التركيبة السكانية
حدّد مكتب تعداد الولايات المتحدة بيانات التركيبة السكانية لإيري في تعداد الولايات المتحدة. في ما يلي، التركيبة السكانية حسب تعدادي 2000 و 2010.

### تعداد عام 2000
بلغ عدد سكان إيري 103,717 نسمة بحسب تعداد عام 2000، وبلغ عدد الأسر 40,938 أسرة وعدد العائلات 24,493 عائلة مقيمة في المدينة. في حين سجٌلت الكثافة السكانية 2,067.3 نسمة لكل كيلومتر مربع (5,354.3/ميل2). وبلغ عدد الوحدات السكنية 44,971 وحدة بمتوسط كثافة قدره 896.4 لكل كيلومتر مربع (2,321.7/ميل2).
وتوزع التركيب العرقي للمدينة بنسبة 80.56% من البيض و 14.20% من الأمريكيين الأفارقة و 0.22% من الأمريكيين الأصليين و 0.75% من الأمريكيين ذوي الأصول الآسيوية و 0.04% من سكان جزر المحيط الهادئ و 1.92% من الأعراق الأخرى و 2.32% من عرقين مختلطين أو أكثر و 4.41% من الهسبانيون أو اللاتينيون من أي عرق.
بلغ عدد الأسر 40,938 أسرة كانت نسبة 32.4% منها لديها أطفال تحت سن الثامنة عشر تعيش معهم، وبلغت نسبة الأزواج القاطنين مع بعضهم البعض 38.2% من أصل المجموع الكلي للأسر، ونسبة 16.8% من الأسر كان لديها معيلات من الإناث دون وجود شريك، بينما كانت نسبة 4.8% من الأسر لديها معيلون من الذكور دون وجود شريكة وكانت نسبة 40.2% من غير العائلات. تألفت نسبة 33.4% من أصل جميع الأسر من عدة أفراد يعيشون في نفس المنزل ونسبة 13.3% كانت تتألف من شخص يعيش بمفرده يبلغ من العمر 65 عاماً أو أكثر. وبلغ متوسط حجم الأسرة المعيشية 2.39، أما متوسط حجم العائلات فبلغ 3.08.
بلغ العمر الوسطي للسكان 34.1 عاماً. وكانت نسبة 25.1% من القاطنين تحت سن الثامنة عشر، وكانت نسبة 9.1% بين الثامنة عشر والرابعة والعشرين عاماً، ونسبة 27.6% كانت واقعةً في الفئة العمرية ما بين الخامسة والعشرين والرابعة والأربعين عاماً، ونسبة 18.6% كانت ما بين الخامسة والأربعين والرابعة والستين، ونسبة 14% كانت ضمن فئة الخامسة والستين عاماً فما فوق. يوجد لكل 100 أنثى 90.5 ذكر، ويوجد لكل 100 أنثى في الثامنة عشر من عمرها فما فوق 85.7 ذكر.
بلغ متوسط دخل الأسرة في المدينة 28,387 دولارًا، أما متوسط دخل العائلة فبلغ 36,446 دولارًا. وكان متوسط دخل الذكور 30,714 دولارًا مقابل 21,828 دولارًا للإناث. وسجل دخل الفرد الخاص بالمدينة 14,972 دولارًا. وكانت نسبة 13.8% من العائلات ونسبة 18.8% من السكان تحت خط الفقر، وكان من هؤلاء نسبة 27.4% تحت سن الثامنة عشر ونسبة 10.3% في الخامسة والستين من العمر وما فوق.

### تعداد عام 2010
بلغ عدد سكان إيري 101,786 نسمة بحسب تعداد عام 2010، وبلغ عدد الأسر 40,913 أسرة وعدد العائلات 22,915 عائلة مقيمة في المدينة. في حين سجلت الكثافة السكانية 2,028.8 نسمة لكل كيلومتر مربع (5,254.6/ميل2). وبلغ عدد الوحدات السكنية 44,790 وحدة بمتوسط كثافة قدره 892.8 لكل كيلومتر مربع (2,312.3/ميل2).
وتوزع التركيب العرقي للمدينة بنسبة 74.99% من البيض و 16.84% من الأمريكيين الأفارقة و 0.29% من الأمريكيين الأصليين و 1.49% من الأمريكيين ذوي الأصول الآسيوية و 0.05% من سكان جزر المحيط الهادئ و2.45% من الأعراق الأخرى و3.89% من عرقين مختلطين أو أكثر و 6.88% من الهسبانيون أو اللاتينيون من أي عرق.
بلغ عدد الأسر 40,913 أسرة كانت نسبة 29.9% منها لديها أطفال تحت سن الثامنة عشر تعيش معهم، وبلغت نسبة الأزواج القاطنين مع بعضهم البعض 31.7% من أصل المجموع الكلي للأسر، ونسبة 18.5% من الأسر كان لديها معيلات من الإناث دون وجود شريك، بينما كانت نسبة 5.8% من الأسر لديها معيلون من الذكور دون وجود شريكة وكانت نسبة 44% من غير العائلات. تألفت نسبة 34.9% من أصل جميع الأسر من عدة أفراد يعيشون في نفس المنزل ونسبة 11.9% كانت تتألف من شخص يعيش بمفرده يبلغ من العمر 65 عاماً أو أكثر. وبلغ متوسط حجم الأسرة المعيشية 2.36، أما متوسط حجم العائلات فبلغ 3.08.
بلغ العمر الوسطي للسكان 33.2 عاماً. وكانت نسبة 23.9% من القاطنين تحت سن الثامنة عشر، وكانت نسبة 14.1% بين الثامنة عشر والرابعة والعشرين عاماً، ونسبة 25.5% كانت واقعةً في الفئة العمرية ما بين الخامسة والعشرين والرابعة والأربعين عاماً، ونسبة 23.6% كانت ما بين الخامسة والأربعين والرابعة والستين، ونسبة 12.9% كانت ضمن فئة الخامسة والستين عاماً فما فوق. وتوزع التركيب الجنسي للسكان بنسبة 48.3% ذكور و 51.7% إناث.

## توأمة
لإيري (بنسيلفانيا) اتفاقيات توأمة مع كل من:
- لوبلين
- دونغارفن [الإنجليزية]‏
- ماردة
- زيبو
- ماردة [الإنجليزية]‏

## أعلام
- لي كالهون
- كريستال إيستمان
- بات موناهان
- مارلين بورنس
- جون وليامز
- ألفرد ميخائيل واتسون
- أنتوني واين
- بول جوزيف ويتز
- ميخائيل جوزيف ميرفي
- بيلي بلانكس